# شون جونسون (لاعب كرة قدم)
شون إيفريت جونسون (بالإنجليزية: Sean Everet Johnson)‏ (و. 1989  م) هو لاعب كرة قدم، من الولايات المتحدة، ولد في ليلبورن، يلعب كحارس مرمى.

## التعليم
تعلم في جامعة سنترال فلوريدا.

## روابط خارجية
- شون جونسون على موقع الدوري الأمريكي (الإنجليزية)
- شون جونسون على موقع قاعدة بيانات كرة القدم.إي يو (الإنجليزية)
- شون جونسون على موقع ناشيونال فوتبول تيمز (الإنجليزية)
- شون جونسون على موقع Soccerbase.com (لاعب) (الإنجليزية)
- شون جونسون على موقع Soccerway.com (الإنجليزية)
- شون جونسون على موقع عالم كرة القدم.نت (الإنجليزية)
- شون جونسون على موقع AS.com (الإسبانية)